# Northern Star (альбом Мелани Си)
| Оценки критиков | Оценки критиков |
| Источник        | Оценка          |
| --------------- | --------------- |
| AllMusic        | [ 1 ]           |
| NME             | Negative        |
| Rolling Stone   | [ 3 ]           |
| Slant Magazine  | [ 4 ]           |

Northern Star — дебютный сольный студийный альбом бывшей участницы группы Spice Girls Мелани Си, выпущенный в октябре 1999 года на лейбле "Virgin Records".
Вдохновленная знаменитым альбомом 1998 года американской певицы Мадонны «Ray of Light», Мелани Си и ее команда наняли для работы с ней нескольких продюсеров, включая Уильяма Орбита, Рика Новелса, Мариуса де Вриса и Крейга Армстронга, а также Рика Рубина. Мелани является соавтором каждой песни, вошедшей в альбом "Northern Star".
Звучание альбома разнообразно, сочетающее поп-музыку с элементами рока, танцевальной музыки, электроники, транса, техно-рока и R & B, которые сильно отличаются от музыки Spice Girls. Издание "AllMusic" описывает альбом как «перескочивший жанр». С коммерческой точки зрения, альбом занял первое место в списке альбомов Швеции и вошел в десятку лучших в нескольких странах, включая Данию, Финляндию, Германию, Ирландию, Нидерланды и Норвегию. В Великобритании "Northern Star" занял четвертое место в чарте альбомов и был продан почти 900000 экземпляров. Продажи по всему миру приближаются к четырем миллионам копий, это самый продаваемый сольный альбом среди участниц Spice Girls. Альбом был переиздан 21 августа 2000 года, и в нем были представлены синглы "Never Be the Same Again" и "I Turn to You" после огромного успеха обоих синглов.

## Об альбоме
Первой сольной работой Мелани был дуэт с Брайаном Адамсом. Их совместный сингл «When you Gone» выпущенный 30 ноября 1998 года.  Песня «When you Gone» была записана для альбоме Адамса «On a Day Like Today». Данный сингл добрался до 3-го места в чарте Великобритании и 15 недель в британском топ-40, девять из них — в топ-10. Брайан Адамс впервые встретился с Мелани Си в сентябре 1996 года в Лондоне, когда она исполняла песни «Say You'll Be There» и Top of the Pops со "Spice Girls".  Они оба любили друг друга, и Брайан Адамс всегда думал о возможном сотрудничестве с ней. Они снова встретились в отеле летом 1998 года, когда Мелани гастролировала со Spice Girls, а Брайан Адамс снимал видео и попросил ее спеть в своем альбоме. Милани даже не слышала «When you Gone» и сказала, что сделает это. Успех сингла дал Мелани стремление к более сольным проектам. Затем они написали еще три песни для грядущего сольного альбома Мелани: «Follow Me», «Angel on My Shoulder» и «You Taught Me», первые две появились в качестве би-сайдов для синглов «Northern Star» и «Goin' Down» соответственно, а «You Taught Me» был выпущен только как промо для СМИ.
В начале 1999 года Spice Girls взяли отпуск, после многочисленных гастролей по всему миру. Мел Би и Виктория Бекхэм объявили, что они обе были беременны в то время, поэтому все планы для Spice Girls были приостановлены. В январе 1999 года Мелани Си решила покинуть Великобританию и отправиться в Лос-Анджелес, чтобы поработать над своим сольным альбомом, который будет выпущен осенью того же года. Мелани Си планировала поработать с продюсером Риком Рубином, с которым познакомилась годом ранее, когда предполагалось, что Spice Girls запишут трек с Blackstreet для альбома "South Park", прежде чем начнутся правовые споры. Рубин должен был стать у руля этого трека, и когда он услышал о собственных амбициях Мелани по написанию песен, он предложил руку, которую она быстро схватила. Рик Рубин был также главным продюсером "Red Hot Chili Peppers", чей солист Энтони Кидис, по слухам, встречался с Мелани в то время. Мелани Си хотела сделать инди-рок-альбом, назвав Blur, Oasis, Suede и The Cardigans своим вдохновением. Она также очень любила работы Мадонны - в частности ее альбом «Ray of Light». Мелани хотела выпустить свой первый альбом с помощью Мадонны. Согласно ее интервью в июле 1999 года британскому изданию журнала Cosmopolitan, Мадонна пригласила ее провести с ней некоторое время , и ей удалось пригласить Уильяма Орбита, продюсера «Ray of Light» Мадонны, на первый трек «Go!" как автора и продюсера. В то время как Мариус де Врис, Крейг Армстронг и Рик Новелс, которые также работали с Мадонной, также внесли треки для сольного проекта Мелани. Через четыре месяца после того, как Мелани уехала в Лос-Анджелес, руководители "Virgin Records", весьма обеспокоенные тем, как СМИ отреагируют на ее сольному альбому, сделали ранний промо-диск под названием «Northern Star - Work In Progress CD» . Последними записанными треками для альбома были «Go!» и «I Turn To You». Обе песни не вошли в данный промо-диск.

## Релиз и продвижение альбома
«Northern Star» был выпущен в Великобритании и Европе 18 октября 1999 года, а затем в Соединенных Штатах и Канаде 2 ноября 1999 года. Чтобы продвинуть альбом Мелани Си сделала несколько телевизионных выступлений и живых выступлений песен альбома. Ее первый концерт в качестве сольного исполнителя состоялся в "Leadmill Club" в Шеффилде 19 августа 1999 года перед толпой из 900 человек. Мелани также выступала на рок-фестивале V99 21 и 22 августа, получив смешанные и негативные отзывы. Би-би-си сказали, что не понимают, кем Мелани Си хочет стать, и хочет ли она быть поп-звездой, рок-звездой или панком. 30 августа на 4-м канале был показан специальный документальный фильм «Northern Star» , посвященный ее жизни в Лос-Анджелесе во время записи ее первого сольного альбома. Песни "Closer", "Something's Gonna Happen", "I Wonder What It Would Be Like", "Independence Day", "Northern Star" и "Why" были показаны в этом фильме, как и клипа на сингл «Goin 'Down». Она приступила к своему первому сольному туру «From Liverpool to Leicester Square» осенью 1999 года, а затем к туру «Northern Star», который начался в Варшаве 31 августа 2000 года и завершился в Бонне, Германия, 26 августа 2001 года.

## Позиции в чартах
«Northern Star» дебютировал под номером 10 в чарте альбомов Великобритании от 24 октября 1999 года.  Продажи альбома в Великобритании выросли, когда песню "Never Be The Same Again" выпустили в качестве сингла. После успеха сингла альбом снова попав в топ-10 и переместившись на 5-е место через две недели. «Northern Star» стабильно продавался в течение следующих месяцев, пока в августе 2000 года не вышел сингл «I Turn To You». 2 сентября 2000 года альбом добрался до пиковой четвертой строчки чарта альбомов, практически спустя год после его выхода. По состоянию на октябрь 2016 года "Northern Star" провел 79 недель в официальном чарте альбомов Великобритании. Его последнее появление в чарте было в январе 2004 года, почти через 4 с половиной года после его выпуска. По состоянию на октябрь 2016 года в Великобритании было продано более 890 000 экземпляров. В Соединенных Штатах такого успеха не было. Альбом был продан в количестве 6717 экземпляров за первую неделю. Однако в Канаде дела обстояли гораздо лучше, альбом добрался до 16 позиции.

## Трек-лист
| №                   | Название                                                    | Автор(ы)                                                      | Продюсер(ы)                                       | Длительность |
| ------------------- | ----------------------------------------------------------- | ------------------------------------------------------------- | ------------------------------------------------- | ------------ |
| 1.                  | «Go!»                                                       | Мелани Чисхолм William Orbit                                  | Orbit                                             | 3:39         |
| 2.                  | «Northern Star»                                             | Chisholm Rick Nowels                                          | Marius De Vries                                   | 4:41         |
| 3.                  | «Goin' Down»                                                | Chisholm Richard Stannard Julian Gallagher                    | De Vries                                          | 3:35         |
| 4.                  | «I Turn to You»                                             | Chisholm Nowels Billy Steinberg                               | Nowels                                            | 5:49         |
| 5.                  | «If That Were Me»                                           | Chisholm Nowels                                               | Nowels                                            | 4:31         |
| 6.                  | «Never Be the Same Again» (featuring Lisa "Left Eye" Lopes) | Chisholm Rhett Lawrence Paul F Cruz Lisa Lopes Lorenzo Martin | Lawrence                                          | 4:52         |
| 7.                  | «Why»                                                       | Chisholm De Vries Steve Sidelnyk                              | De Vries                                          | 5:27         |
| 8.                  | «Suddenly Monday»                                           | Chisholm Matt Rowe Stannard Julian Gallagher                  | Rick Rubin                                        | 2:36         |
| 9.                  | «Ga Ga»                                                     | Chisholm Phil Thornalley Dave Munday                          | Rubin                                             | 3:50         |
| 10.                 | «Be the One»                                                | Chisholm Thornalley Munday                                    | Rubin                                             | 3:35         |
| 11.                 | «Closer»                                                    | Chisholm Nowels Steinberg                                     | De Vries                                          | 5:41         |
| 12.                 | «Feel the Sun»                                              | Chisholm Nowels                                               | Craig Armstrong Patrick McCarthy Damian LeGassick | 5:02         |
| Общая длительность: | Общая длительность:                                         | Общая длительность:                                           | Общая длительность:                               | 53:18        |

| №                   | Название            | Автор(ы)                       | Продюсер(ы)                  | Длительность |
| ------------------- | ------------------- | ------------------------------ | ---------------------------- | ------------ |
| 9.                  | «Follow Me»         | Chisholm Steinberg Bryan Adams | De Vries                     | 4:47         |
| 10.                 | «Ga Ga»             | Chisholm Thornalley Munday     | Rubin                        | 3:50         |
| 11.                 | «Be the One»        | Chisholm Thornalley Munday     | Rubin                        | 3:35         |
| 12.                 | «Closer»            | Chisholm Nowels Steinberg      | De Vries                     | 5:41         |
| 13.                 | «Feel the Sun»      | Chisholm Nowels                | Armstrong McCarthy LeGassick | 5:02         |
| Общая длительность: | Общая длительность: | Общая длительность:            | Общая длительность:          | 58:05        |

| №                   | Название                                                                 | Автор(ы)                            | Продюсер(ы)         | Длительность |
| ------------------- | ------------------------------------------------------------------------ | ----------------------------------- | ------------------- | ------------ |
| 13.                 | «Never Be the Same Again» (single mix) (featuring Lisa "Left Eye" Lopes) | Chisholm Lawrence Cruz Lopes Martin | Lawrence            | 4:14         |
| 14.                 | «I Turn to You» (Hex Hector radio mix)                                   | Chisholm Nowels Steinberg           | De Vries Hex Hector | 4:12         |
| Общая длительность: | Общая длительность:                                                      | Общая длительность:                 | Общая длительность: | 61:44        |

## Чарты
| Чарт (1999-2000)                    | Пик позиция |
| ----------------------------------- | ----------- |
| Австралия (ARIA)                    | 32          |
| Австрия (Ö3 Austria)                | 16          |
| Бельгия/Фландрия (Ultratop)         | 28          |
| Канада (RPM Top Albums/CDs)         | 15          |
| Дания (Hitlisten)                   | 7           |
| Нидерланды (Album Top 100)          | 8           |
| Финляндия (Suomen virallinen lista) | 6           |
| Германия (Offizielle Top 100)       | 7           |
| Венгрия (MAHASZ)                    | 8           |
| Ирландия (IRMA)                     | 9           |
| Новая Зеландия (RMNZ)               | 36          |
| Норвегия (VG-lista)                 | 3           |
| Шотландия (Scottish Albums Chart)   | 3           |
| Швеция (Sverigetopplistan)          | 1           |
| Швейцария (Schweizer Hitparade)     | 12          |
| Великобритания (UK Albums Chart)    | 4           |
| США (Billboard 200)                 | 108         |

| Чарт(1999)                      | Позиция |
| ------------------------------- | ------- |
| Великобритания (BPI)            | 67      |
| Чарт (2000)                     | Позиция |
| Австрия (Ö3 Austria)            | 49      |
| Бельгия (Ultratop Flanders)     | 86      |
| Дания (Hitlisten)               | 12      |
| Нидерланды (MegaCharts)         | 59      |
| Германия (Official Top 100)     | 31      |
| Швейцария (Schweizer Hitparade) | 65      |
| Великобритания (BPI)            | 24      |

## Сертификация и продажи
| Регион | Сертификация  | Продажи    |
| --- | ------------- | ---------- |
| Австралия (ARIA) | Золотой       | 35 000^    |
| Канада (Music Canada) | Золотой       | 50 000^    |
| Дания (IFPI Danmark) | Платиновый    | 57,401     |
| Германия (BVMI) | Платиновый    | 300 000^   |
| Нидерланды (NVPI) | Золотой       | 50 000^    |
| Швеция (GLF) | Платиновый    | 80 000^    |
| Швейцария (IFPI Switzerland)                                                                                             | Золотой       | 25 000^    |
| Великобритания (BPI) | 3× Платиновый | 890,850    |
| США | —             | 95,000     |
| Итого |               |            |
| Европа (IFPI) | 2× Платиновый | 2 000 000* |
| Мир | —             | 2,500,000  |
| * Данные о продажах приведены только на основе сертификации. ^ Данные о тиражах приведены только на основе сертификации. |               |            |